# Peder Skrivares skola

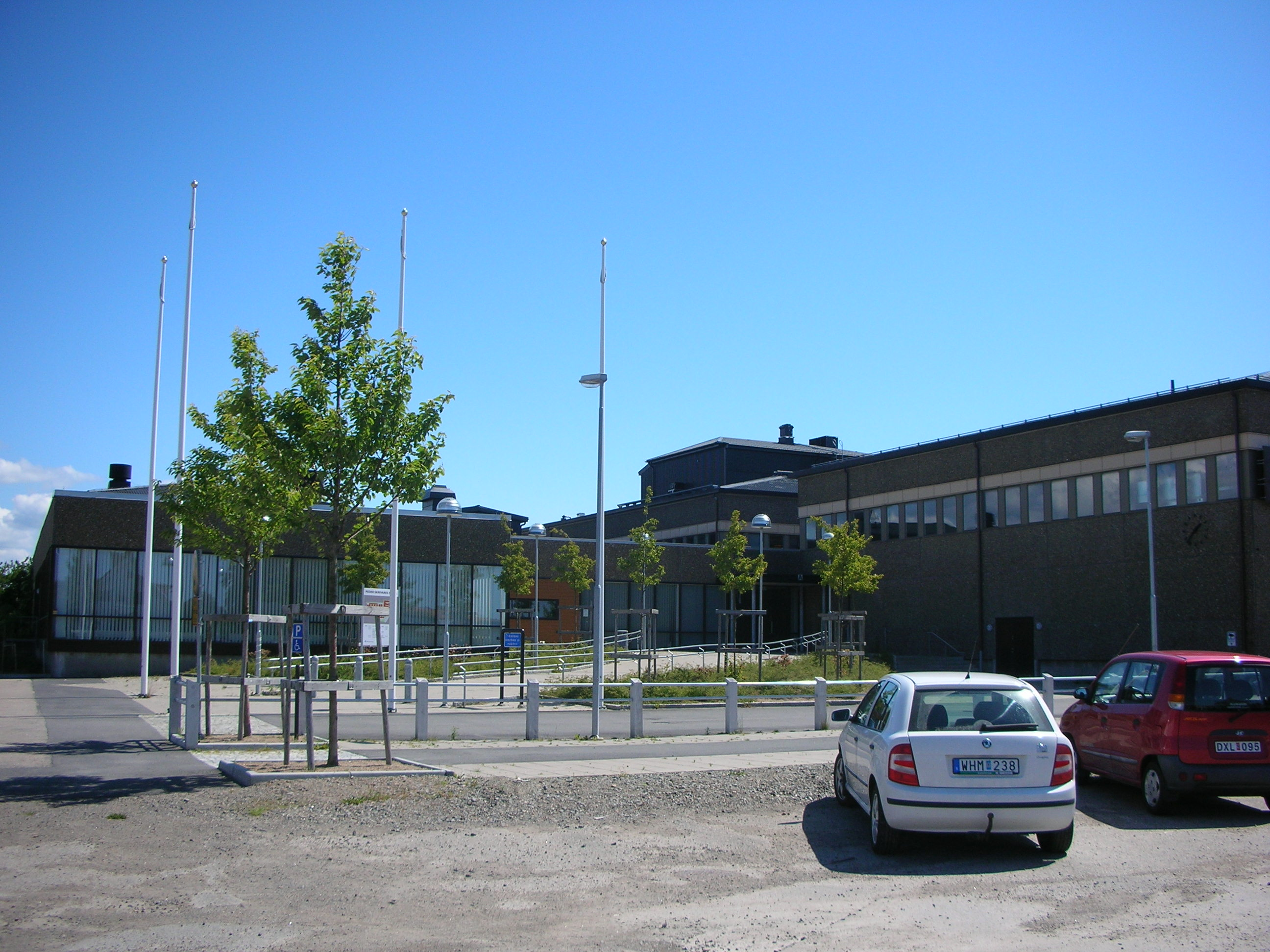
Peder Skrivares skola

Peder Skrivares skola är en gymnasieskola i Varberg i Sverige.
Skolan uppfördes i slutet av 1960-talet och togs i bruk läsåret 1970–1971, då gymnasieskolan flyttade dit från Påskbergsskolan, där den inrymts sedan 1954. Peder Skrivares skola är en av Sveriges största gymnasieskola med cirka 1 900 elever. På PS, som skolan brukar kallas, erbjuds samtliga nationella program och ett visst specialutbud. Skolan har Sveriges enda vindsurfinggymnasium som håller till i Apelviken. PS erbjuder idag[när?] fem val av idrottsprofiler: vindsurfing, innebandy, fotboll, ishockey samt NIU (nationellt godkänd idrottsutbildning) thaiboxning.
Skolan skulle ursprungligen fått namnet Nyhemsskolan, ett namn som beslutats av lägre instanser. En elev var inte nöjd med namnet utan sökte efter bättre alternativ och hittade Peder Seuerentsøn (Skrivare). Han skrev en uppsats om honom och föreslog att skolan skulle få sitt namn efter honom. Han lyckades bilda opinion för förslaget och stadsfullmäktige fattade beslut om namnet 15 december 1970.
Under åren 2005-2006 utfördes omfattande renoveringar och tillbyggnader på skolan.

## Utbyggnad
Skolans elevantal fortsätter att öka, vilket har lett till att en förstudie genomförts under 2024 för att undersöka möjligheterna att expandera skolområdet. Förstudien föreslår bland annat ombyggnation av nuvarande lokaler, samt att vissa av lokalerna rivs, och ersätts med nybyggnation. Preliminär byggstart kan väntas under år 2028.
Från och med höstterminen 2025 flyttas verksamheten för barn- och fritidsprogrammet samt handels- och administrationsprogrammet till lokaler vid Campusområdet. Detta sker då de nuvarande lokalerna inte längre räcker till. Redan 2023 färdigställdes en modullösning för fler elevplatser vid kvarteret Renen.

## Program på PS
På Peder Skrivares skola finns följande program att söka:

### Högskoleförberedande program
- Ekonomiprogrammet med inriktningarna Ekonomi samt Juridik
- Estetiska programmet med inriktningarna Bild och formgivning, Musik samt teater.
- Naturvetenskapsprogrammet med inriktningarna Naturvetenskap, Naturvetenskap och samhälle samt den särskilda varianten estetisk inriktning
- Samhällsvetenskapsprogrammet med inriktningarna Beteendevetenskap; Medier, information och kommunikation samt Samhällsvetenskap med internationell profil
- Teknikprogrammet med inriktningarna Design och produktutveckling, Informations- och medieteknik, Produktionsteknik samt Teknikvetenskap.

På Teknikprogrammet finns möjligheten att läsa till gymnasieingenjör med inriktning produktionsteknik som ett fjärde år.

### Yrkesförberedande program
- Barn- och fritidsprogrammet med inriktningen Pedagogiskt arbete.
- Bygg- och anläggningsprogrammet med inriktningarna Anläggningsfordon i samarbete med Maskinentreprenörernas skola, Husbyggnad, Måleri samt Plåtslageri.
- El- och energiprogrammet med inriktningarna Automation, Dator- och kommunikationsteknik samt Elteknik.
- Fordons- och transportprogrammet med inriktningarna Karosseri och lackering, Lastbil och mobila maskiner; Personbil samt Transport.
- Handels- och administrationsprogrammet med inriktningen Handel och service.
- Industritekniska programmet med inriktningarna Driftsäkerhet och underhåll, Produkt- och maskinteknik samt Svetsteknik.
- Restaurang- och livsmedelsprogrammet med inriktningen Kök och servering.
- VVS- och fastighetsprogrammet med inriktningarna Kyl- och värmepumpsteknik, Ventilationsteknik samt VVS
- Vård- och omsorgsprogrammet med inriktningarna Akutsjukvård, LSS, Psykiatri samt Äldres hälsa

## PS-musikalen
PS-musikalen har satts upp varje år sedan 1987. Till en början rörde det sig om en mindre skolteaterföreställning, men sedan 1990 spelas föreställningarna på Varbergs Teater. Premiären har varje år ägt rum i antingen januari eller februari månad. Mellan 1992 och 2015 gavs även en "summer revival" under juli månad men av ekonomiska skäl spelas musikalerna numera endast under vintern.
Följande musikaler har satts upp sedan 1987:
- 1987: My Fair Lady
- 1988: Protest
- 1989: Guys and Dolls
- 1990: Lighten Our Darkness
- 1991: Joseph and the Amazing Technicolour Dreamcoat
- 1992: West Side Story
- 1993: Jesus Christ Superstar
- 1994: Return to the Forbidden Planet
- 1995: Fame
- 1996: Cabaret
- 1997: Guys and Dolls
- 1998: Jesus Christ Superstar
- 1999: Hair
- 2000: Chess
- 2001: My Fair Lady
- 2002: Evita
- 2003: Grease
- 2004: The Musicals
- 2005: Godspell
- 2006: Rent
- 2007: We Will Rock You
- 2008: The Rocky Horror Show
- 2009: Blood Brothers
- 2010: Hair
- 2011: Cabaret
- 2012: Jesus Christ Superstar
- 2013: Footloose
- 2014: Avenue Q
- 2015: Spamalot
- 2016: Legally Blonde
- 2017: The Addams Family
- 2018: Spring Awakening
- 2019: Flashdance
- 2020: High School Musical